# Parque nacional de Sundarbans
El Parque nacional de Sundarbans es un parque nacional del estado de Bengala Occidental, India. Está completado por el parque contiguo de Sundarbans en Bangladés. La región de Sundarbans, situada en el delta del río Ganges, está cubierta de un bosque denso de manglar, y constituye una de las reservas más vastas del tigre de Bengala (Panthera tigris tigris). También alberga un gran número de especies de aves, de reptiles, como el cocodrilo marino (Crocodylus porosus), así como de invertebrados.
Fue declarado como Patrimonio de la Humanidad por la Unesco en el año 1987, abarcando un área protegida de 133.010 ha.

## Geografía
El Parque Nacional de Sundarban se encuentra entre los 21° 432′ - 21° 55′ de latitud norte y entre los 88° 42′ - 89° 04′ de longitud este. La altitud media del parque es de 7,5 m sobre el nivel del mar. El parque está compuesto por 54 pequeñas islas y atravesado por varios distribuidores del Río Ganges.

### Clima
La temperatura media mínima y máxima es de 20 °C y 48 °C respectivamente.[cita requerida] Las precipitaciones son abundantes y la humedad llega al 80%, ya que está cerca del Golfo de Bengala. El monzón dura desde mediados de junio hasta mediados de septiembre. Los vientos predominantes son del norte y del noreste desde octubre hasta mediados de marzo y los del suroeste desde mediados de marzo hasta septiembre. Las tormentas, que a veces se convierten en ciclones, son comunes durante los meses de mayo a octubre.

### Eco-geografía, ríos y cursos de agua
Siete ríos principales e innumerables cursos de agua forman una red de canales en este delta estuarino. Todos los ríos tienen un curso hacia el sur, hacia el mar. La ecogeografía de esta zona depende totalmente del efecto de las mareas de dos mareas vivas y dos mareas menguantes que se producen en un plazo de 24 horas con un rango de mareas de 3-5 m y de hasta 8 m en la marea de primavera normal, inundando todo el Sundarban a distintas profundidades. La acción de las mareas vuelve a depositar los limos en los canales y a elevar el lecho, formando nuevas islas y arroyos que contribuyen a una geomorfología incierta. Hay una gran depresión natural llamada la conoide de Bengala en la bahía de Bengala entre el paralelo 21 norte y el 21°22' de latitud, donde la profundidad del agua cambia repentinamente de 20 m a 500 m. Esta misteriosa depresión hace retroceder los limos hacia el sur y/o más al este para formar nuevas islas.

### Las marismas
Las marismas o llanuras fangosas de Sunderban se encuentran en el estuario y en las islas del delta donde se produce una baja velocidad de la corriente fluvial y de marea. Estas llanuras o marismas están expuestas cuando las mareas bajas y sumergidas cuando las mareas altas, por lo que cambian morfológicamente incluso en un ciclo de marea. Las partes interiores de las marismas son el entorno adecuado para los manglares.
Hay una serie de marismas fuera del Parque Nacional de los Sundarbans que tienen el potencial de ser lugares turísticos. Se pueden visitar y disfrutar de la belleza del lugar durante la marea baja. Si se tiene suerte, se pueden ver anémonas de mar, cangrejos de herradura (en vías de extinción) y pequeños pulpos.

## Flora
Sundarban ha logrado su nombre por los árboles de "Sundari", Heritiera fomes. Es la más exquisita variedad de árbol que se encuentra en esta zona, una clase especial de árbol de manglar. El rasgo principal de este árbol es que produce espinas que crecen desde el suelo y ayudan a la respiración del árbol. Durante la temporada lluviosa cuanto todo el bosque se encuentra anegado por las aguas, las espinas que se alzan desde el suelo tienen su pico en el aire y ayudan al proceso de respiración.

## Fauna

### Mamíferos terrestres
El bosque de los Sundarbans es el hogar de más de 400 tigres. El tigre de Bengala ha desarrollado una característica única de nadar en estas aguas salobres. Los tigres pueden verse en las orillas del río tomando el sol entre noviembre y febrero. Aparte del tigre de Bengala, se encuentran en abundancia en los Sundarbans ejemplares de gato pescador, gato de Bengala, macacos, jabalí, mangosta hindú gris, zorro, gato de la jungla, zorros voladores, pangolín, chital
Se ha propuesto la creación de un Área protegida de diversidad cetácea de los Sundarbans, incluye las aguas costeras enfrente de los Sundarbans que albergan hábitats críticos para cetáceos en peligro; grupos residentees de rorcual de Bryde, una población crítica recientemente redescubierta del delfín del río Irawadi, el delfín del Ganges, y delfín jorobado del Indo-Pacífico. La marsopa sin aleta, el delfín "nariz de botella", el delfín girador, y el delfín manchado tropical se encuentran también en esta zona.

### Aves
Algunas de las aves que se encuentran habitualmente en esta región son picotenazas, alción capirotado, ibis cabecinegro, fochas, jacana colilarga, milano negro, milano brahmán, aguiluchos, francolín palustre, gallo bankiva, tórtola moteada, miná común, cuervo picudo, turdoide matorralero, gansito asiático, gaviotas, pagaza piquirroja, garza real, agachadiza común, andarríos bastardo, vinagos, cotorra de Kramer, las Terpsiphone, cormoranes, pigarguillo común, pigargo oriental, martín pescador común, halcón peregrino, pícidas, zarapito trinador, aguja colinegra, correlimos chico, correlimos grande, zarapitos, chorlitos, ánade rabudo, porrón pardo y Yaguasa hindú.

### Fauna acuática
Algunos de los animales acuáticos que se encuentran en el parque son peces sierra, palometa, rayas torpedo, el ciprínido Hypophthalmichthys molitrix, estrellas de mar, carpa común, quelicerados, langostinos, gambas, delfín del Ganges, la rana saltarina Euphlyctis cyanophlyctis, el anfibio Duttaphrynus melanostictus y ranas arborícolas.

### Reptiles

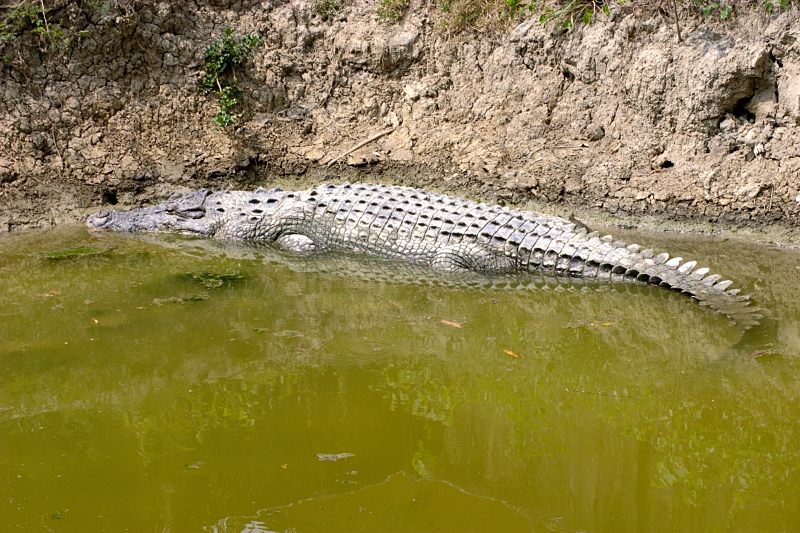
Cocodrilo en los Sundarbans

El parque nacional de Sundarbans alberga un gran número de reptiles también, incluyendo cocodrilos de agua salada, camaleones, varanos, tortugas, incluyendo tortuga olivácea, tortuga carey y tortuga verde; y serpientes incluyendo pitón de Birmania, cobra real, serpiente rata oriental (Ptyas mucosus), víbora de Russel, Cerberus rynchops, Xenochrophis piscator y búngaros.

### Mamíferos marinos
La propuesta Área Protegida de Diversidad de Cetáceos de Sundarbans, incluye las aguas costeras de Sundarbans que albergan hábitats críticos para cetáceos en peligro de extinción; grupos residentes de rorcual de Bryde (Balaenoptera brydei)], una población crítica recientemente redescubierta de delfín del río Irawadi (Orcaella brevirostris) , delfín del Ganges (Platanista gangetica), y delfín rosado de Hong Kong (Sousa chinensis).  La marsopa sin aleta (Neophocaena phocaenoides),  delfín del Indo-Pacífico (Tursiops aduncus), el delfín girador Stenella longirostris y el delfín manchado tropical (Stenella attenuata) también se encuentran en esta área, mientras la falsa orca (Pseudorca crassidens) y el delfín de dientes rugosos (Steno bredanensis) son más raros

### Especies en peligro
Las especies en peligro que viven dentro de los Sundarbans con el tigre de Bengala, cocodrilos de agua salada, la tortuga Batagur baska, tortuga olivácea, delfín del Ganges, tortuga carey y Carcinoscorpius rotundicauda.

## Información específica del parque

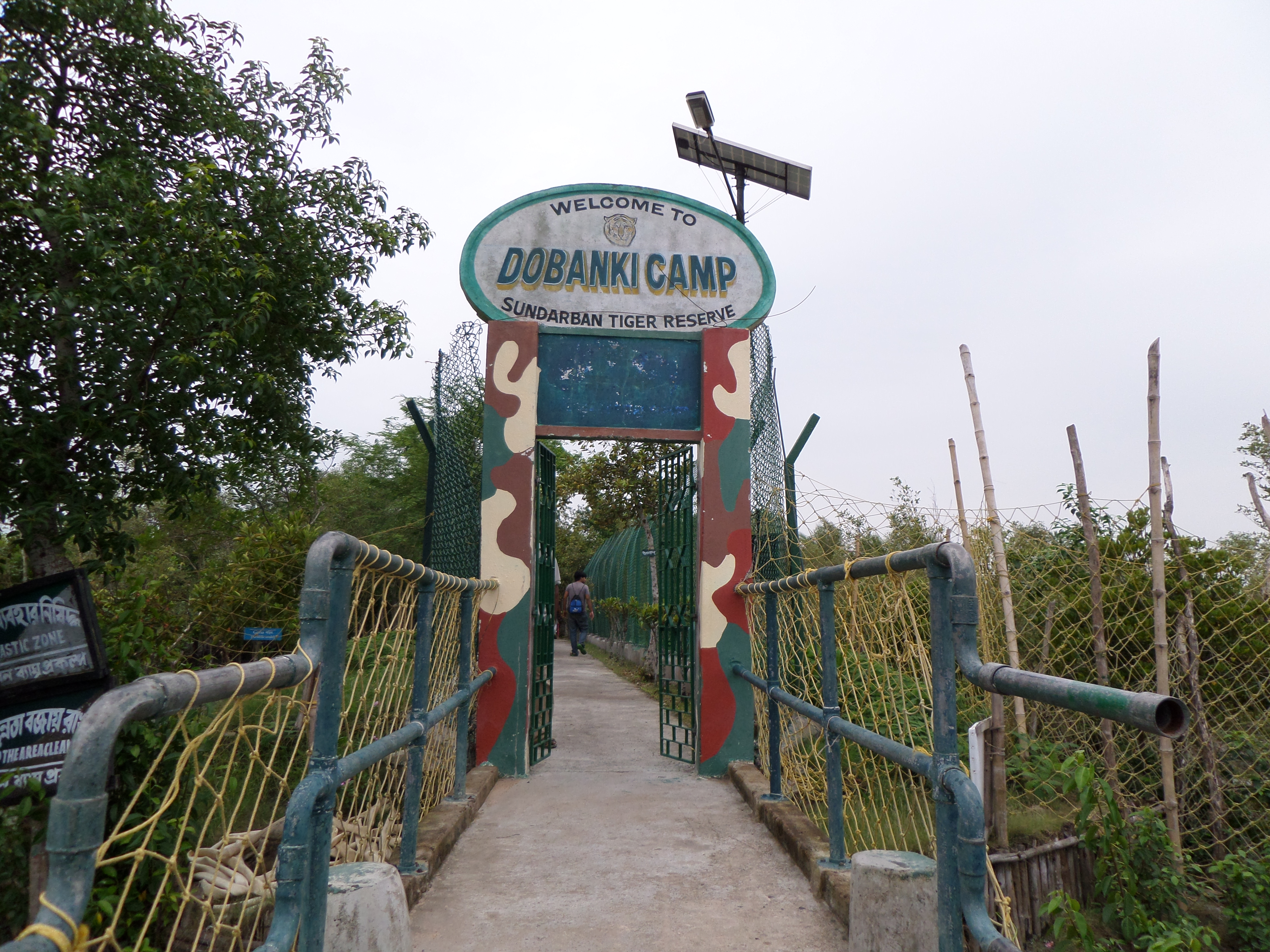
Entrada al campamento Dobanki

El único medio para recorrer el parque es el barco, por los diversos vías formadas por los numerosos ríos caudalosos. Hay barcos locales o las embarcaciones operadas por la West Bengal Tourism Development Corporation (Corporación de Desarrollo Turístico de Bengala Occidental), concretamente el M.V. Chitrarekha y el M.V. Sarbajaya. El alojamiento en tierra y los safaris en crucero los proporciona el Sunderban Tiger Camp, el único centro turístico aprobado por el gobierno en la región. Realizan salidas fijas y excursiones privadas desde Calcuta durante todo el año.

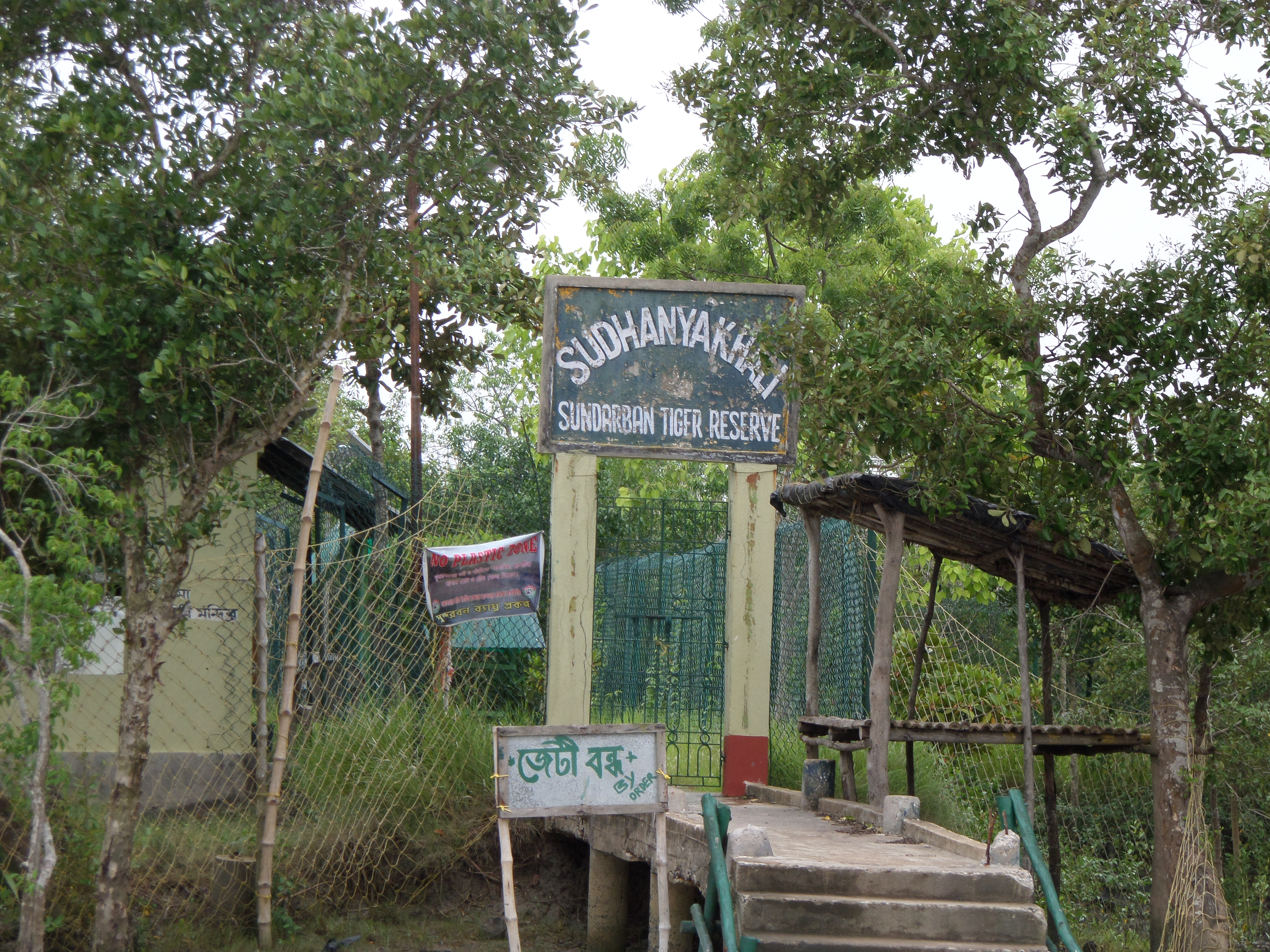
Muelle cerrado de Sundhanyakhali

Aparte de ver la vida salvaje desde los safaris en barco, los visitantes también visitan la Torre de Observación de Sudhanyakali, la Torre de Observación de Dobanki, la Torre de Observación de Burirdabri, la Torre de Observación de Netidhopani, el Santuario de Aves de Sajnekhali, el Proyecto de Cocodrilos de Bhagabatpur (una granja de cría de cocodrilos), la Isla Sagar, Jambudweep, el Santuario de Vida Silvestre de la Isla Haliday y Kanak.

## Reserva de tigres de Sunderban
La Reserva de Tigres de Sunderban se encuentra en el distrito  South 24 Parganas del estado indio de Bengala Occidental, y tiene una superficie geográfica total de 2585 km  2 , con 1437,4 km  2  constituidos por áreas pobladas y bosques que cubren los restantes 1474 km  2 . El paisaje de Sunderban es contiguo al hábitat de manglares en Bangladés.
Los manglares de Sunderban forman parte del sistema de manglares más grande del subcontinente indio con una población de tigres en un entorno ecológico distinto. Estos bosques tienen cocodrilos de agua salada, tortugas estuarinas y marinas, y varias especies de aves. La reserva también contiene especies del gato pescador, ciervo manchado, mono rhesus y jabalí.
El Parque Sunderbans está aislado sin conexión forestal con otras tierras continentales ocupadas por tigres. Debido a esto, existe una fuerte presión biótica por los recursos forestales. En promedio, 50 toneladas métricas de miel y 3 toneladas métricas de cera son recolectadas cada año por habitantes locales bajo licencia del Servicio Forestal Indio. El hábitat está atravesado por muchos canales de mareas estrechos que forman islas pequeñas a grandes. Los tigres cruzan fácilmente estas islas y las interacciones entre humanos y tigres son comunes.
No se ha podido realizar la estimación de la población de tigres en Sunderban, como parte de la estimación de tigres en toda la India utilizando la metodología refinada debido al hábitat único y a la desaparición de las evidencias debido a las mareas altas y bajas. Se ha completado la fase I de recopilación de datos y el proceso está en marcha para la estimación del tigre utilizando una combinación de radio telemetría y la tasa de deposición de huellas de tigres conocidos.
Dos ciclones (el Aila en 2009 y el Amphan en 2020) han causado daños importantes en el área.
La Reserva de Tigres de Sunderban tiene varios desafíos para sus operaciones futuras. Debido a los tigres errantes, el conflicto entre humanos y tigres sigue siendo un problema. Los tigres de Sunderban cazan humanos, y se estima que más de mil habitantes locales han sido asesinados por tigres en las últimas cuatro décadas. Aún no se ha completado una estimación del número de tigres presentes en la reserva utilizando el método refinado. Se espera un plan de conservación del tigre, así como constituciones para el Comité Directivo a nivel estatal bajo la presidencia del Ministro Principal y la Fundación para la Conservación del Tigre específica de la reserva.

## Valoración del ecosistema
Un estudio de evaluación económica de 2015 de Sundarbans estimó que el parque nacional proporciona beneficios de flujo por valor de ₹ 12,8 mil millones (aproximadamente ₹ 50,000 por hectárea de tierra) anualmente.
Los importantes servicios ecosistémicos y sus valoraciones anuales incluyen la función de vivero (₹ 5,17 mil millones), la protección del acervo genético (₹ 2,87 mil millones), el aprovisionamiento de peces (₹ 1,6 mil millones) y los servicios de asimilación de desechos (₹ 1,5 mil millones). El estudio también mencionó servicios como la generación de empleo para las comunidades locales (₹ 36 millones), la moderación de las tormentas ciclónicas (₹ 275 millones), la provisión de hábitat y refugio para la vida silvestre (₹ 360 millones) y secuestro de carbono (₹ 462 millones).